# Le Guide ou le Secret de Léonard de Vinci
Le Guide ou le Secret de Léonard de Vinci (Les Aventures de Vick et Vicky, Bruno Bertin, 2012, France) est le dix-huitième album de bande dessinée des Aventures de Vick et Vicky.

## Synopsis
Dans un collège à Rennes, Vick et ses camarades écoutent un cours d'histoire et de géographie sur la Touraine. Angélino, qui s'était endormi, se voit attribuer comme punition la réalisation d'un exposé pendant ses vacances… La bande d'amis va finir par percer un mystère associé au séjour de Léonard de Vinci à Amboise au début du XVIe siècle...

## Personnages
Héros principaux
- Vick : tantôt de bonne ou de mauvaise humeur, c'est le héros de la série et le chef de la bande. Il habite Rennes. Il est sportif, casse-cou, il aime rigoler.
- Vicky : petit chien blanc aux oreilles noires, c'est le chien de Vick. Il a un très bon odorat, il est intelligent et gourmand.

Scouts de la patrouille des Loups Blancs
- Marine : fille aux allures de garçon manqué, elle a du caractère, est curieuse et réfléchie, elle s'intéresse à l'archéologie.
- Marc : garçon intelligent, curieux, bon caractère, amical, gourmand, il aime rigoler.
- Angelino : garçon rêveur, paresseux, endormi, gourmand. Il n'aime pas l'effort.

Personnages de l'histoire
- Charlie : jeune Amboisien de 15 ans, cheveux roux et taches de rousseur, grosses lunettes rondes, il aime organiser des activités. Il est l'ami de Marc.
- Monsieur Verne : professeur d'histoire de Charlie.
- Virginie : guide au château d'Amboise.
- Professeur Maurice Arthy : homme petit et rondouillard, chauve, grosses moustaches, costume rouge et nœud papillon rose, c'est un excentrique dangereux et nerveux. C'est un savant fou.
- Igor Lenoir : Homme grand, avec des fines moustaches, il est inquiétant, c'est un homme de main.
- Les policiers : le commissaire Bourrel et son adjoint l'inspecteur Dupuis.

## Lieux visités
L'album entraîne le lecteur de Rennes à Amboise, sur les traces de Léonard de Vinci. Le lecteur découvre ainsi la ville d'Amboise et ses monuments historiques :
- Léonard de Vinci s'installa au château de Clos-Lucé en 1517, à l'invitation de François Ier. Il y vécut les trois dernières années de sa vie. Aujourd'hui, le château est un lieu d'interprétation, de connaissance et de synthèse qui a pour vocation de permettre au plus large public de découvrir l'univers de Léonard de Vinci. Quarante machines inventées par Léonard de Vinci sont présentées dans les salles des maquettes.
- Au cours de l'histoire, les enfants découvrent un souterrain qui relie Le Clos-Lucé au château royal d'Amboise situé 400 mètres plus loin[1].D'après la légende ce souterrain permettait à François Ier et à Léonard de Vinci, de se rejoindre quotidiennement. Les premiers mètres de galerie sont encore visibles depuis la salle des maquettes au château du Clos-Lucé.
- La bande d'amis mène son enquête au château d'Amboise. Un guide explique qu'il a été rattaché à la couronne en 1434 et qu'il a servi de résidence à plusieurs roi de France.
- La chapelle Saint-Hubert édifiée entre 1491 et 1496 renferme la tombe de Léonard de Vinci. Elle a servi d'oratoire à Anne de Bretagne.
- Les greniers de César sont un ensemble de caves à vins et de silos à grains creusés dans le coteau.

Les personnages se rendent à Saint-Ouen-les-Vignes, commune située à une dizaine de kilomètres d'Amboise, pour interroger une personne susceptible de faire avancer leur enquête. On voit la mairie et l'église. La bande dessinée se termine dans cet endroit avec le festival de rock Les Courants.

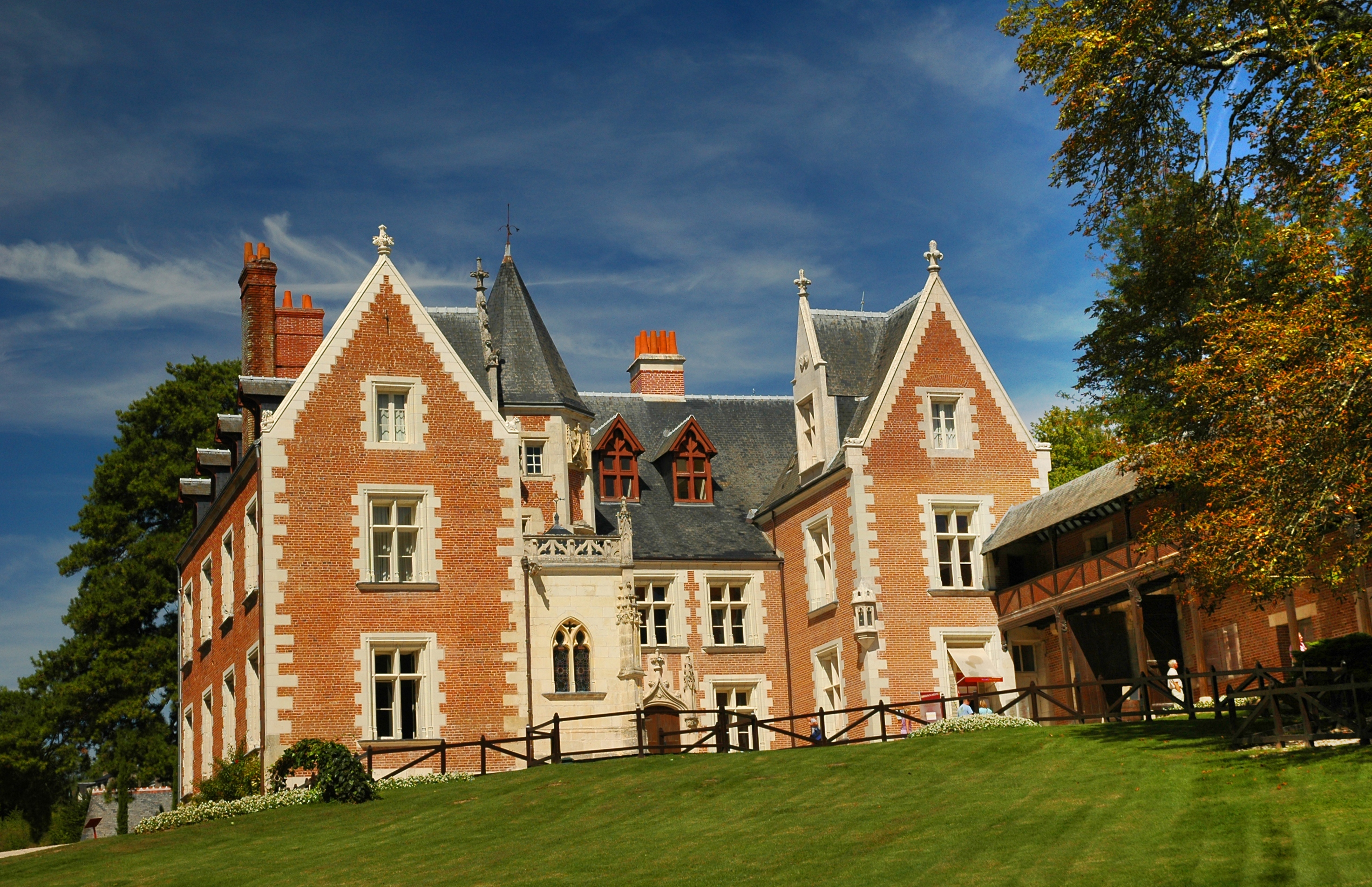
Le Château du Clos Lucé.
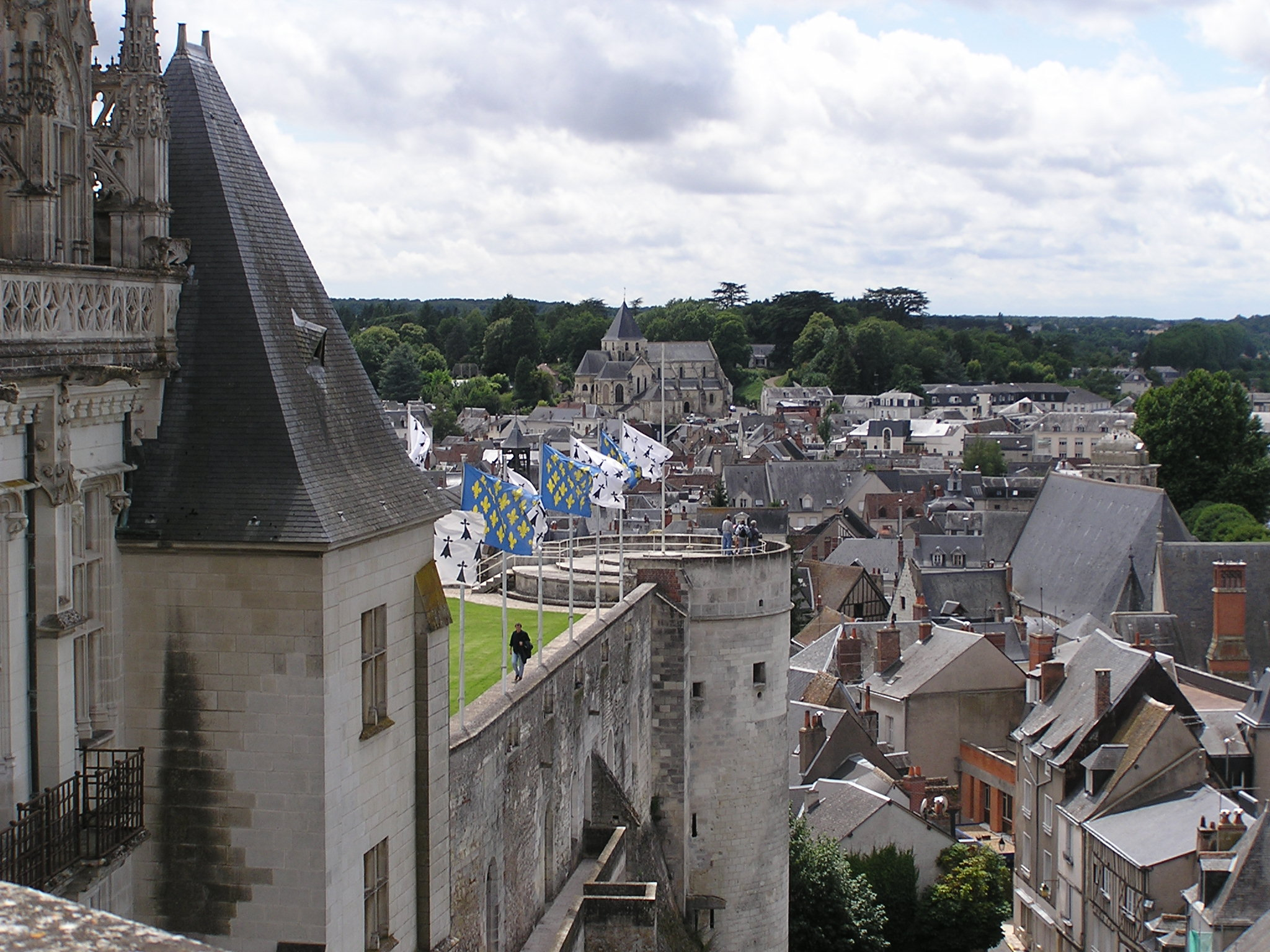
Amboise vue du château.
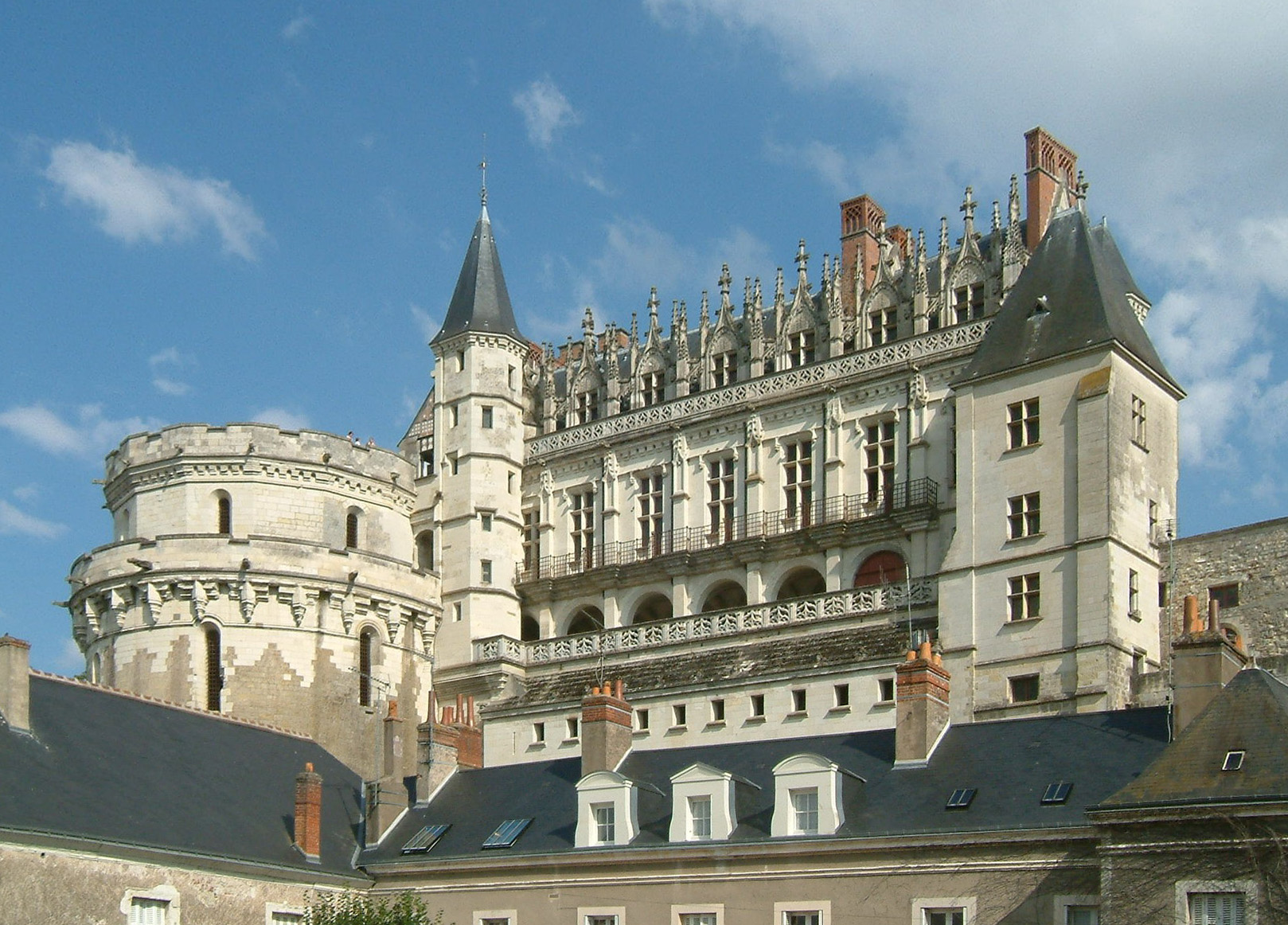
Le château d'Amboise.
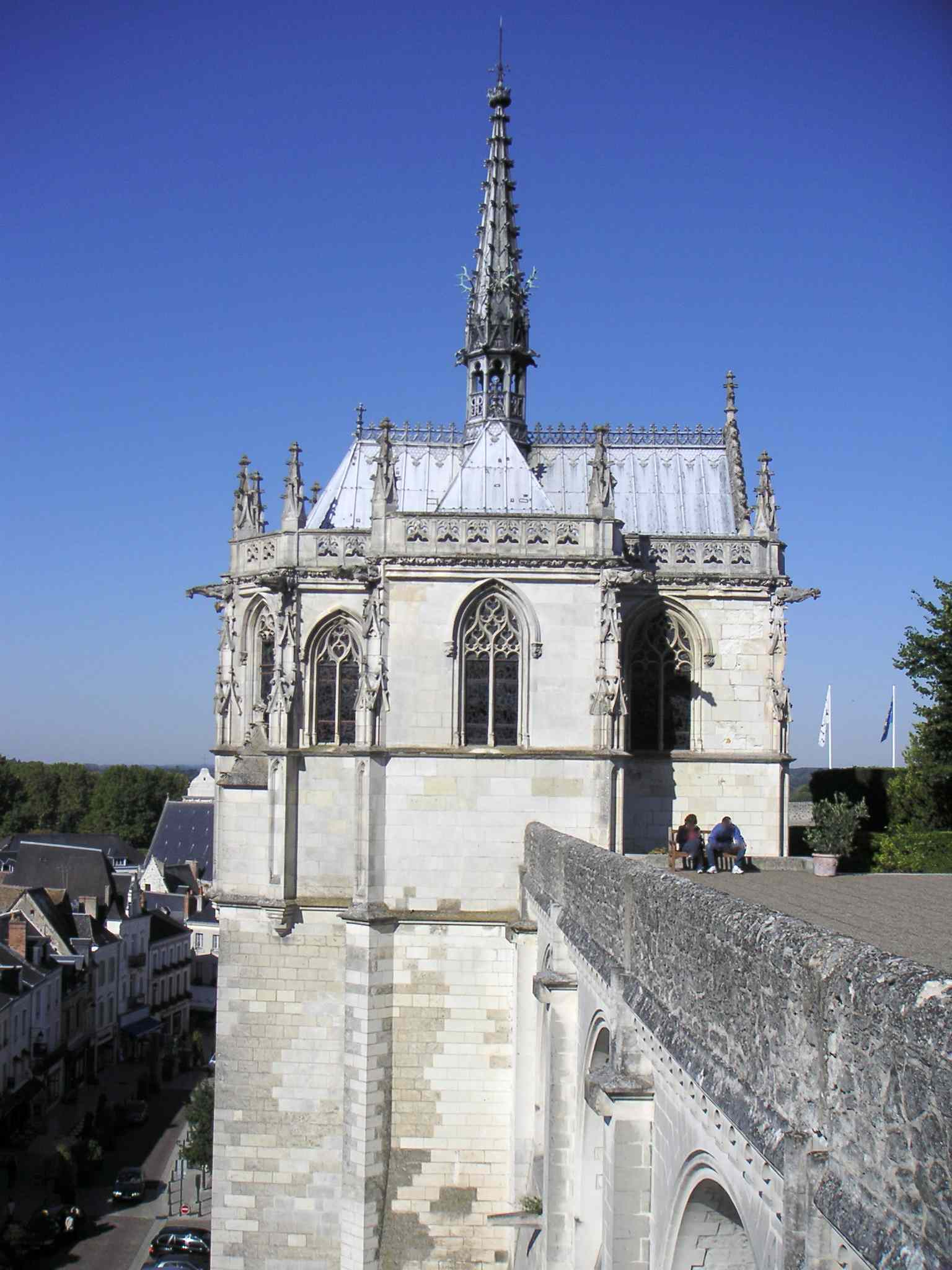
La Chapelle Saint-Hubert.
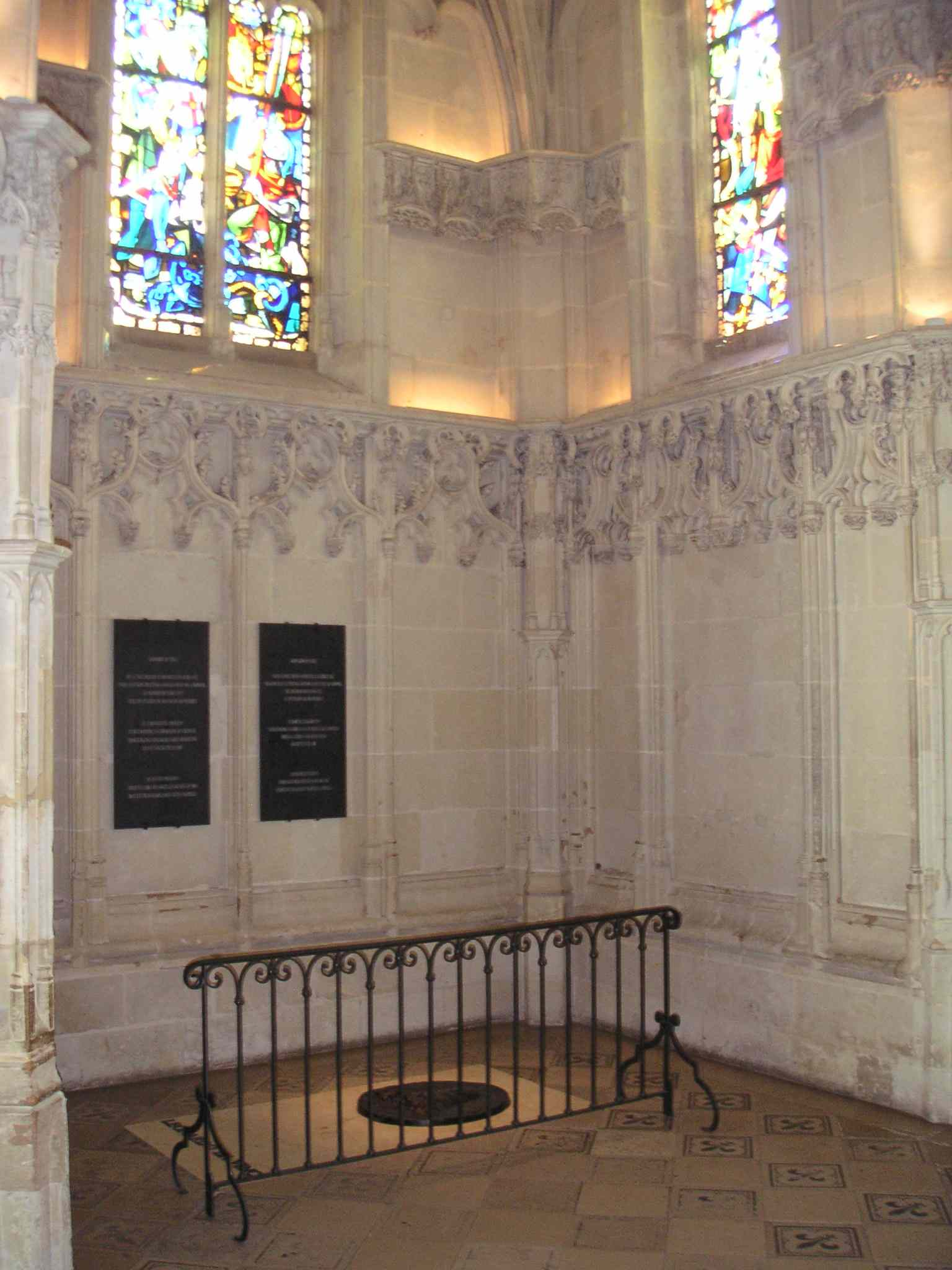
La tombe de Léonard de Vinci.
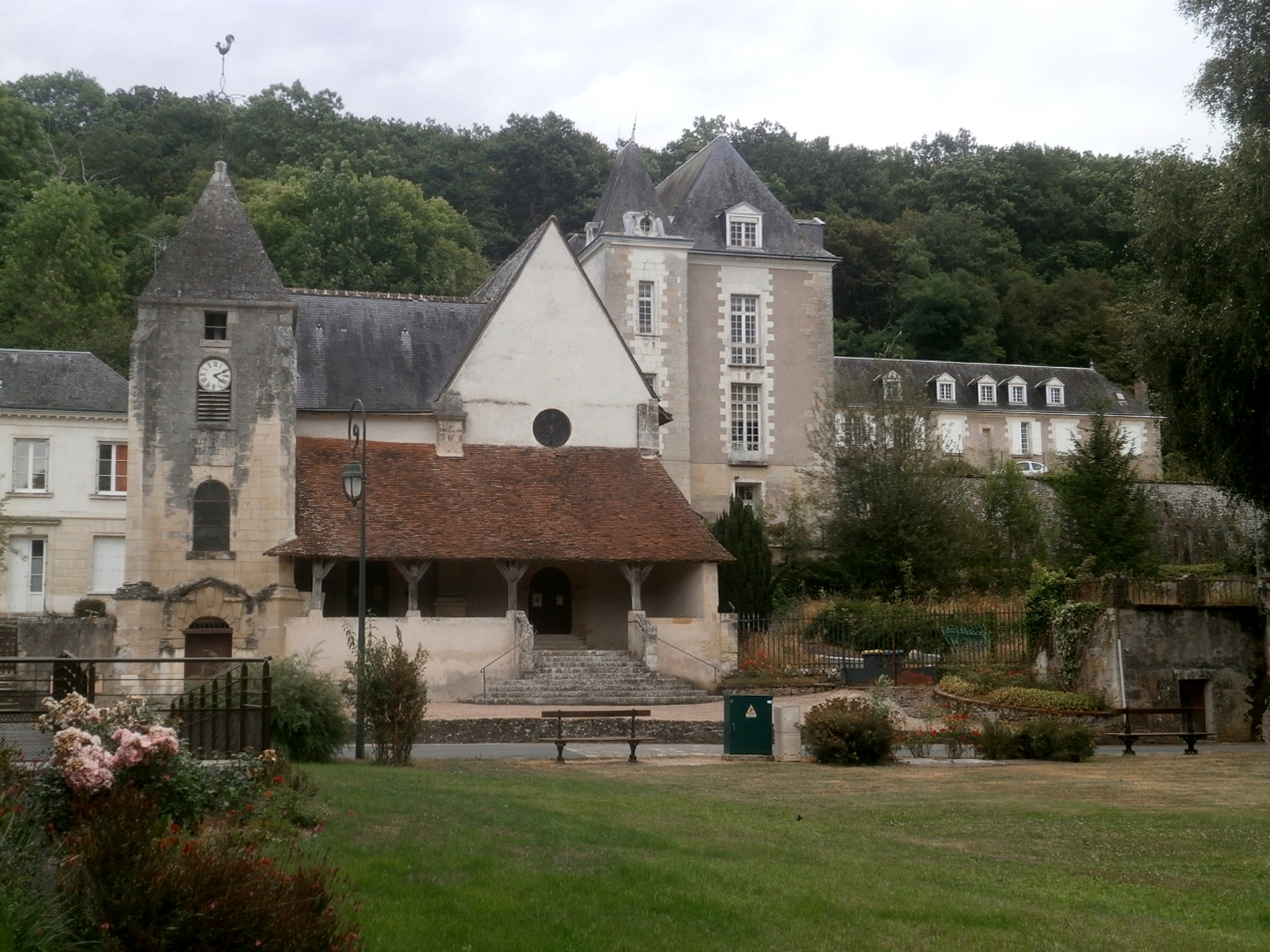
L'église de Saint-Ouen-les-Vignes.

Pour François Bonneau, président de la Région Centre-Val de Loire et auteur d'un avant-propos, Bruno Bertin « invite à une promenade dans les lieux magiques : la belle ville d'Amboise, ces rues familières et ces paysages qui représentent si bien l'imaginaire ligérien ». »

## Autour de l'œuvre
Cet album est né d'une rencontre en 2007 entre Bruno Bertin et Claude Verne, organisateur du salon de bandes dessinées du festival des Courants à Saint-Ouen-les-Vignes. Dans l'album, le professeur de Charlie, bénévole au festival, s'appelle Monsieur Verne.
En explorant le souterrain qui relie le Clos-Lucé au château d'Amboise, les enfants mettent la main sur un vieux document écrit à l'envers. Charlie suppose qu'il s'agit d'un document écrit par Léonard de Vinci, sachant qu'il était ambidextre. Léonard de Vinci rédigeait ses notes en toscan selon le procédé de l'écriture spéculaire.

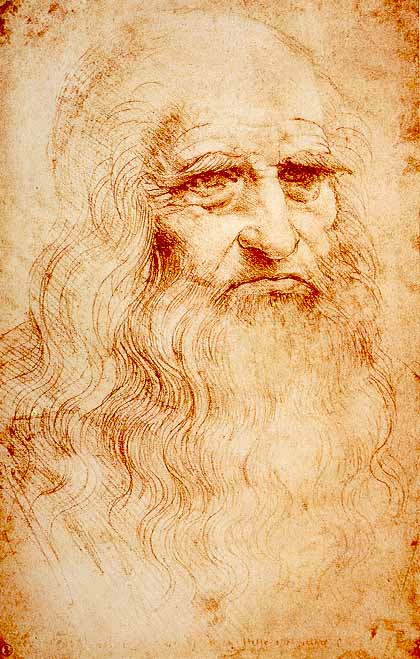
Léonard de Vinci - Autoportrait - Bibliothèque Royale de Turin
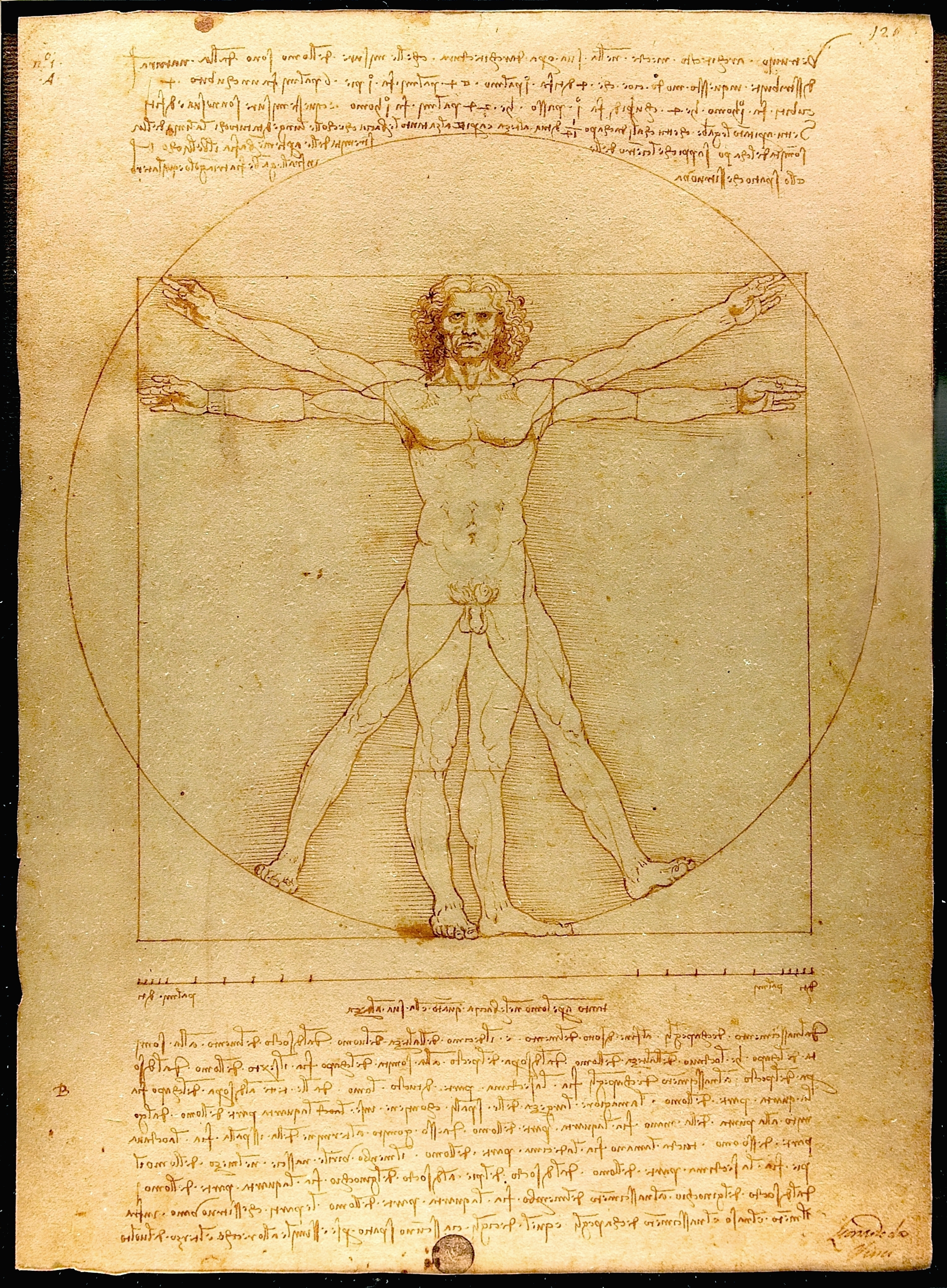
L'Homme de Vitruve de Léonard de Vinci
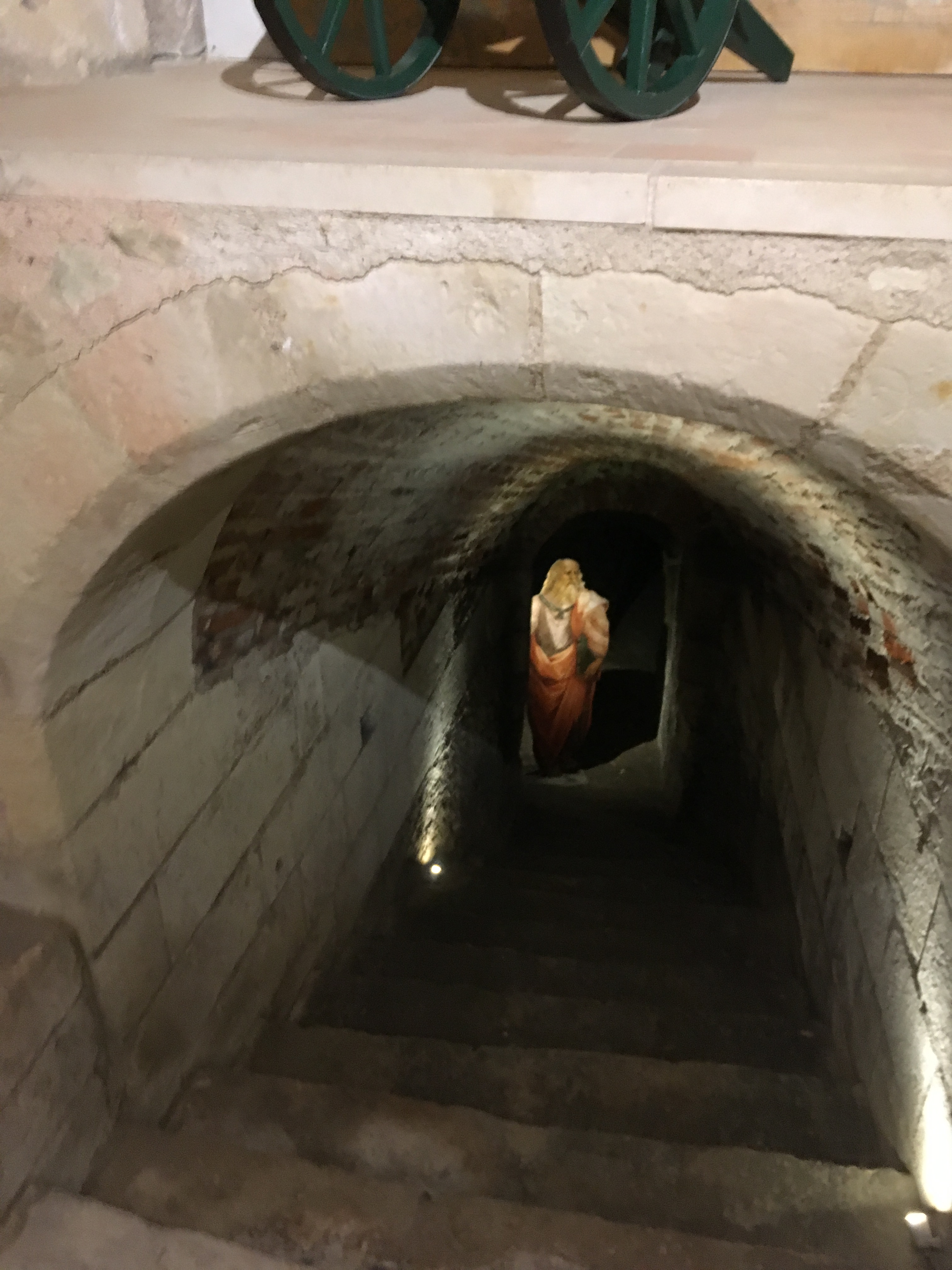
L'entrée du tunnel du Clos Lucé
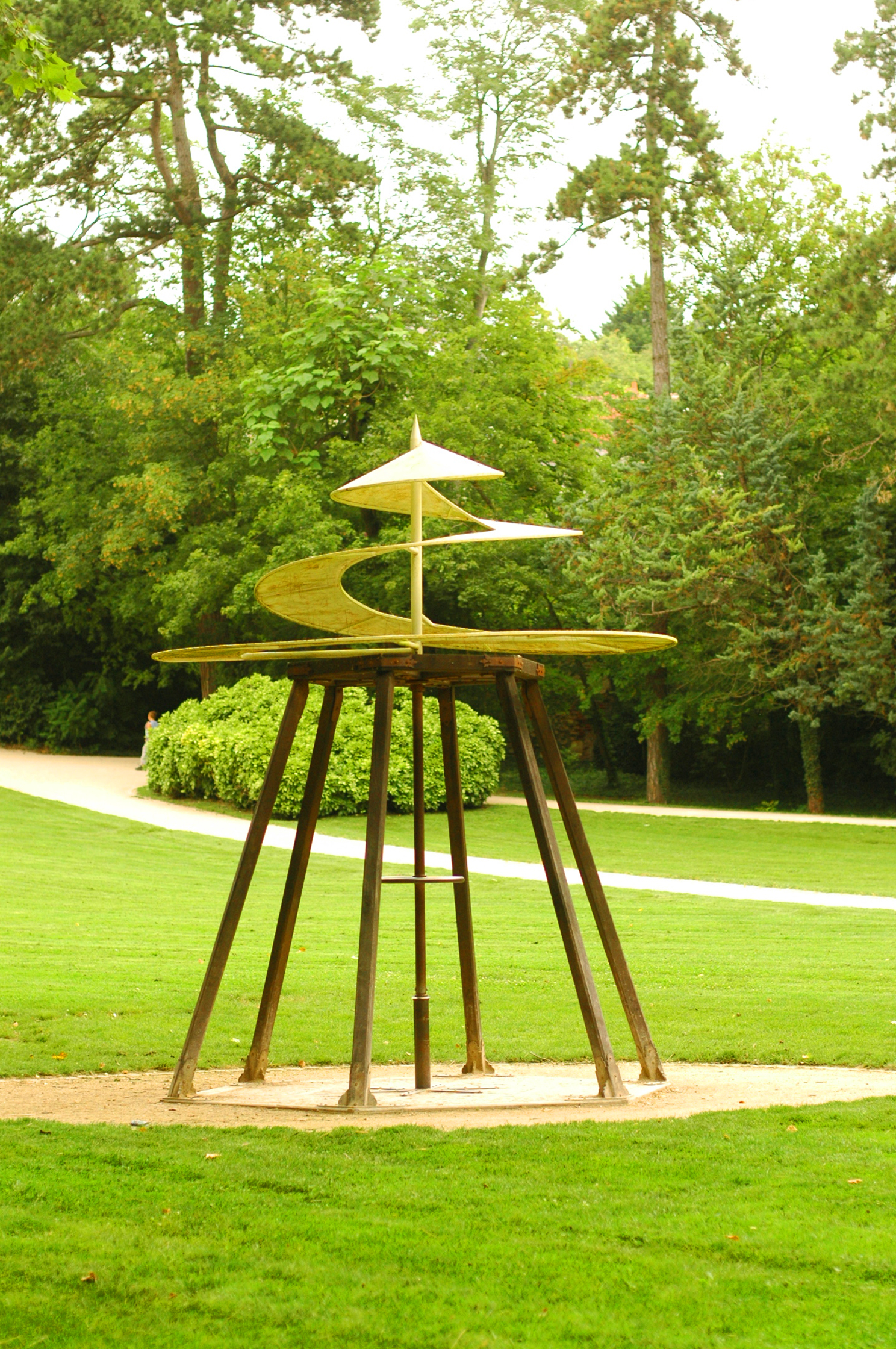
Invention
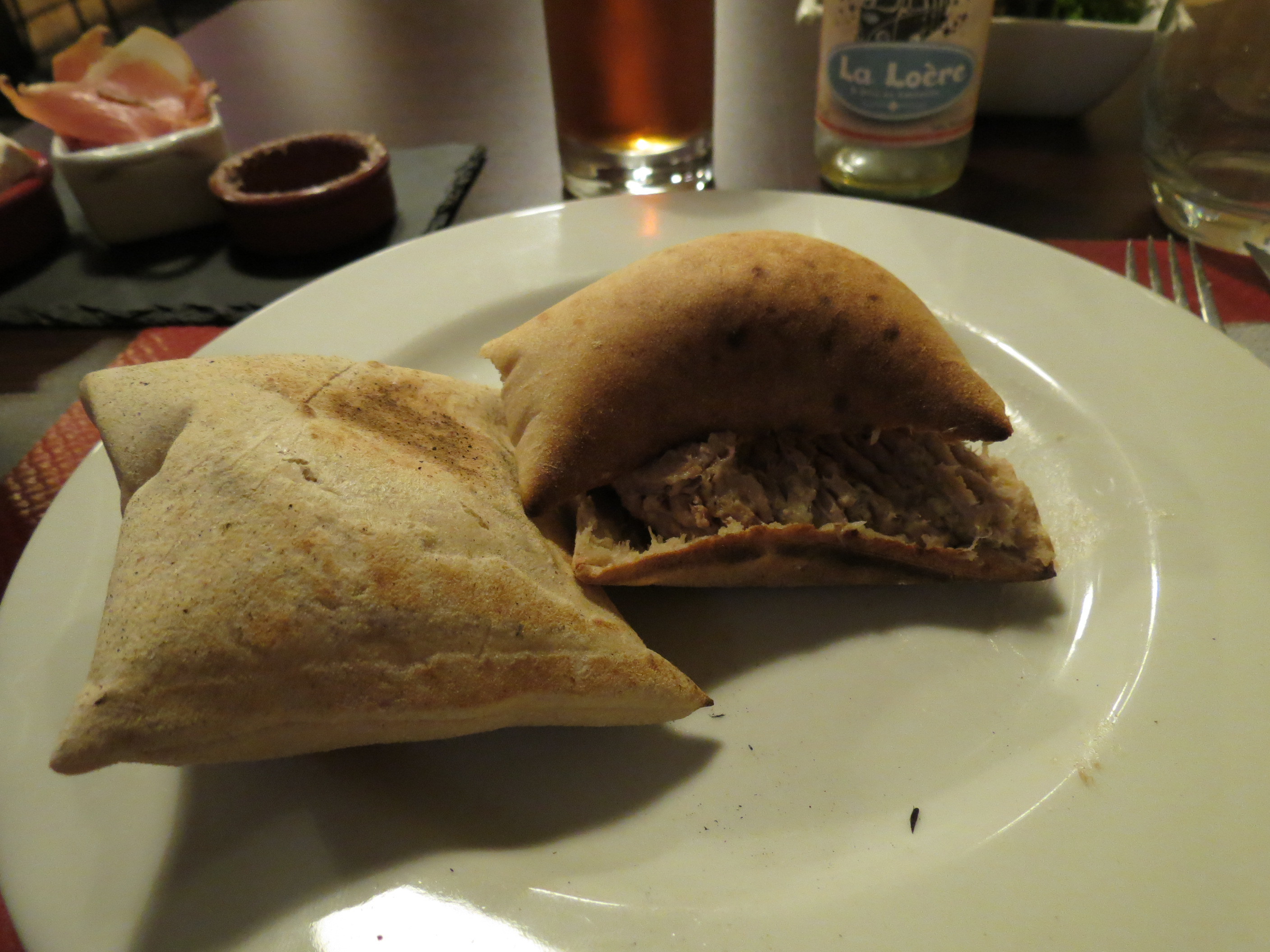
Fouée

Ils font face à une énigme qui évoque Cognomen, surnom de Vitruve, architecte romain qui vécut au Ier siècle av. J.-C. Cette énigme renvoie à l'Homme de Vitruve, célèbre dessin annoté, réalisé vers 1490 à la plume, encre et lavis sur papier. Représentation des proportions idéales parfaites du corps humain parfaitement inscrit dans un cercle (centre : le nombril) et un carré (centre : les organes génitaux) (symbolique du cercle et du carré), l'Homme de Vitruve est un symbole allégorique emblématique de l’Humanisme, de la Renaissance, du rationalisme, de « L'Homme au centre de tout / Homme au centre de l’Univers », de la mesure et de la représentation du monde.
Angelino fait référence à l'émission Les Cinq Dernières Minutes, une série télévisée où les téléspectateurs devaient résoudre une énigme en trouvant le meurtrier. En clin d'œil à la série, les lecteurs retrouvent le commissaire de police Bourrel et son adjoint l'inspecteur Dupuis, déjà vus dans l'album précédent, Vick et Vicky et les sauveteurs en mer contre les voleurs de cerveaux.
Charlie, jeune Amboisien, va faire découvrir à ses amis la fouace, plat familial fabriqué en attendant que le four soit chaud avec le reste de la pâte à pain, garnie de rillettes et de mogettes.
L'album a donné lieu à une exposition composée de 12 panneaux dont la vocation est d'expliquer les différentes étapes pour réaliser une bande dessinée, et de 4 panneaux sur le thème du blason et du château d'Amboise, du Clos Lucé, des Greniers de César, de Léonard de Vinci.
L'année 2016 fut marquée par le 500e anniversaire de l'arrivée de Léonard de Vinci à Amboise. Le festival de BD des Courants à Saint-Ouen-les-Vignes mit à l'honneur le personnage de Léonard de Vinci croqué par de multiples dessinateurs : le scénariste de Léonard Bob de Groot, Simon Hureau et Bruno Bertin. Bruno Bertin pu rencontrer à cette occasion Jean-Pierre Talbot, qui incarna Tintin au cinéma. Depuis 2016, un prix Vick et Vicky est décerné lors de ce salon de BD « Les Courants ». Il récompense un dessinateur auto édité ou non qui a réalisé moins de cinq albums.